# Hafen von Nueva Palmira
Der Hafen von Nueva Palmira (spanisch Puerto de Nueva Palmira) ist ein Hafen im Süden der Stadt Nueva Palmira. Er ist der zweitgrößte Frachthafen Uruguays.

## Geographie
Der Hafen befindet sich am Río Uruguay kurz vor dessen Vereinigung mit dem Río Paraná zum Río de la Plata. Durch seine Lage ist es der südlichste Hafen der Wasserstraße Paraná-Paraguay.

## Geschichte des Hafens
Der Hafen entstand aus einem Naturhafen, der unter dem Namen puerto de las Higueras oder puerto de las Higueritas (deutsch Hafen bei den Feigenbäumen) bereits vor der Gründung des Ortes existierte.
1923 wurde ein Gesetz erlassen, das die Freizone von Nueva Palmira ermöglichte und 1930 der Freihafen eröffnet. 1957 wurde ein privater Hafen für den Export von Eisen- und Manganerzen aus Mato Grosso und Bolivien, die hier von Binnenschiffen auf Überseeschiffe umgeschlagen wurden.

## Waren und Verkehr
Die Terminals im Hafen haben unterschiedliche Betreiber. Neben dem Hafen der staatlichen ANP gibt es Terminals und private Häfen der unmittelbar stromabwärts gelegenen Corporación Navíos und der nördlich davon gelegenen Ontur International, die als Freihandelszone betrieben werden. Das Konsortium Terminales Graneleras Uruguayas betreibt Getreideumschlaganlagen.
Die 2021 umgeschlagenen 2,5 Millionen Tonnen Ladegut waren hauptsächlich landwirtschaftliche Schüttgüter wie Getreide, Sojabohnen und Dünger.